# یواس‌اس کارولینای جنوبی (۱۸۶۰)
یواس‌اس کارولینای جنوبی (۱۸۶۰) (به انگلیسی: USS South Carolina (1860)) یک کشتی بود که طول آن ۲۱۷ فوت ۱۱٫۵ اینچ (۶۶٫۴۳۴ متر) بود. این کشتی در سال ۱۸۶۰ ساخته شد.